# Werner Justin Pagenstecher
Werner Justin Pagenstecher (* 23. Dezember 1671 in Duisburg; † 13. März 1742 in Marburg) war ein deutscher Jurist. Seit 1697 stand er im Dienst des Grafen von Bentheim-Steinfurt und seit 1703 im Dienst des Landgrafen von Hessen.

## Leben
Werner Justin Pagenstecher war ein Sohn des Geheimrats Arnold Gisbert Pagenstecher (1615–1688) und dessen zweiter Gemahlin Barbara von Rodenberg (1639–1687). Er erhielt seine erste Ausbildung durch Joachim Neander, Rektor des Gymnasiums in Düsseldorf. 1686 bezog er die Universität Duisburg und beschäftigte sich hier mit Philosophie und Geschichte, nahm dann aber ein Studium der Rechtswissenschaft auf, das er in Frankfurt an der Oder, Königsberg und Halle fortsetzte. Nach Abschluss seiner akademischen Ausbildung unternahm er eine Reise in die Vereinigten Niederlande, durch mehrere deutsche Provinzen sowie nach Polen, Böhmen und Frankreich. Nach seiner Rückkehr erhielt er 1695 in Duisburg die juristische Doktorwürde und fand mit seiner Praxis ein gutes Auskommen.
1696 machte Pagenstecher eine Reise nach Berlin. Bald nach seiner dortigen Ankunft erhielt er einen Ruf als Professor der Rechte nach Steinfurt und nahm dieses Angebot an. Als er nach Deventer abgeworben werden sollte, bekam er eine Gehaltserhöhung bewilligt und außerdem ernannt ihn der Graf von Bentheim-Steinfurt 1697 zum Geheimen Rat, Hofrichter, Konsistorialrat und Lehnpropst. Wegen seiner ausgebreiteten Kenntnisse wurde er auch in auswärtigen Angelegenheiten gebraucht, u. a. an die königlichen großbritannischen und preußischen Höfe, 1702 zu der Armee bei Kalkar an die Generäle Tilly und Fagel, an den braunschweigischen Hof nach Celle und zur Reichsversammlung nach Köln geschickt.
1703 folgte Pagenstecher dem Ruf des Landgrafen Karl von Hessen nach Marburg als Regierungsrat. Im gleichen Jahr wurde er auch Professor der Rechte an der Universität Marburg. In den ersten Jahren hielt er noch juristische Vorlesungen über die Institutionen und Pandekten. Auch war er noch ständig Rat der Grafen von Steinfurt. Auf deren Begehren ging er 1708 mit Erlaubnis des hessischen Landgrafen wieder nach Steinfurt, um verschiedene zwischen dem dortigen Grafen und dem Bistum Münster bestehende Streitigkeiten zu schlichten. Da er aber daraufhin in Hessen-Kassel zu zahlreichen in- und ausländischen Missionen gebraucht wurde, konnte er seine akademische Karriere nicht fortsetzen und keine Dienste mehr für den Grafen von Steinfurt leisten. Er war auch dazu ausersehen, an einem hessischen Landrecht arbeiten. 1727 wurde er zum Hessen-Kasselschen Vizekanzler und Oberstgerichtspräsidenten in Marburg ernannt. Im Juni 1736 legte er diese Stellen nieder und starb am 13. März 1742 im Alter von 70 Jahren in Marburg. Er hinterließ wie sein Vater mehrere juristische Dissertationen.
Pagenstecher hatte am 5. August 1697 Johanna Dorothea von Winckel († 1697) geheiratet sowie am 25. Februar 1706 in Kassel in zweiter Ehe Anna Magdalena Jungmann (1683–nach 1759), die Tochter des hessischen Regierungsrats Johann Heinrich Jungmann war. Von seinen elf Kindern war Hermann Heinrich Moritz (1722–1784) gräflich nassauischer Geheimjustizrat und Konsistorialdirektor in Dillenburg.